# Neues Stadttor Isny
Das Neue Stadttor Isny (Eigenschreibweise des Projekts: neuesstadttor Isny) war ein Projekt der Altstadtsanierung der Stadt Isny im Allgäu. Am 5. Februar 2012 entschieden sich die Bürger der Stadt in einem Bürgerentscheid endgültig gegen das Projekt.

## Bauwerk, Baukosten und Nutzung
Die Entwurfsplanung übernahm der Schweizer Architekt Peter Zumthor. Die spätere Planung hätte er auch übernommen. Die Baukosten wurden auf 20 Millionen Euro veranschlagt. Das Stadttor wäre in der Obertorstraße, am Standort des ehemaligen Obertores gewesen. Es gibt in Isny noch folgende existente Türme der Stadtbefestigung: Diebsturm, Mühlturm, Blaserturm, Espantor und den Pulverturm.
Die Baukosten hätten vollständig von Freunden, Förderern, offiziellen Ausstattern oder auch Partnern des Projektes finanziert werden sollen. Es waren der Stadt seit dem Jahre 2010 aufgrund von Projektstudien und Werbung Kosten in Höhe von 350.000 Euro entstanden.
Das hauptsächlich verwendete Baumaterial hätten Ziegel aus Glas, sogenannte Glasziegel, und schwarzer Mörtel werden sollen. Der auf drei Säulen ruhende Turm hätte eine Höhe von 35 Metern gehabt. Er wäre damit der vierthöchste Turm, vom Durchmesser aber der mächtigste Turm in Isny gewesen. Die 250.000 Glasziegel sollten in alter handwerklicher Manier aufgemauert werden. Eine Wärmepumpe im Fundament des Turmes, zusammen mit einer solargestützten passiven Dämmung, sollte den Turm im Winter über glasführende Rohre beheizen und im Sommer kühlen.

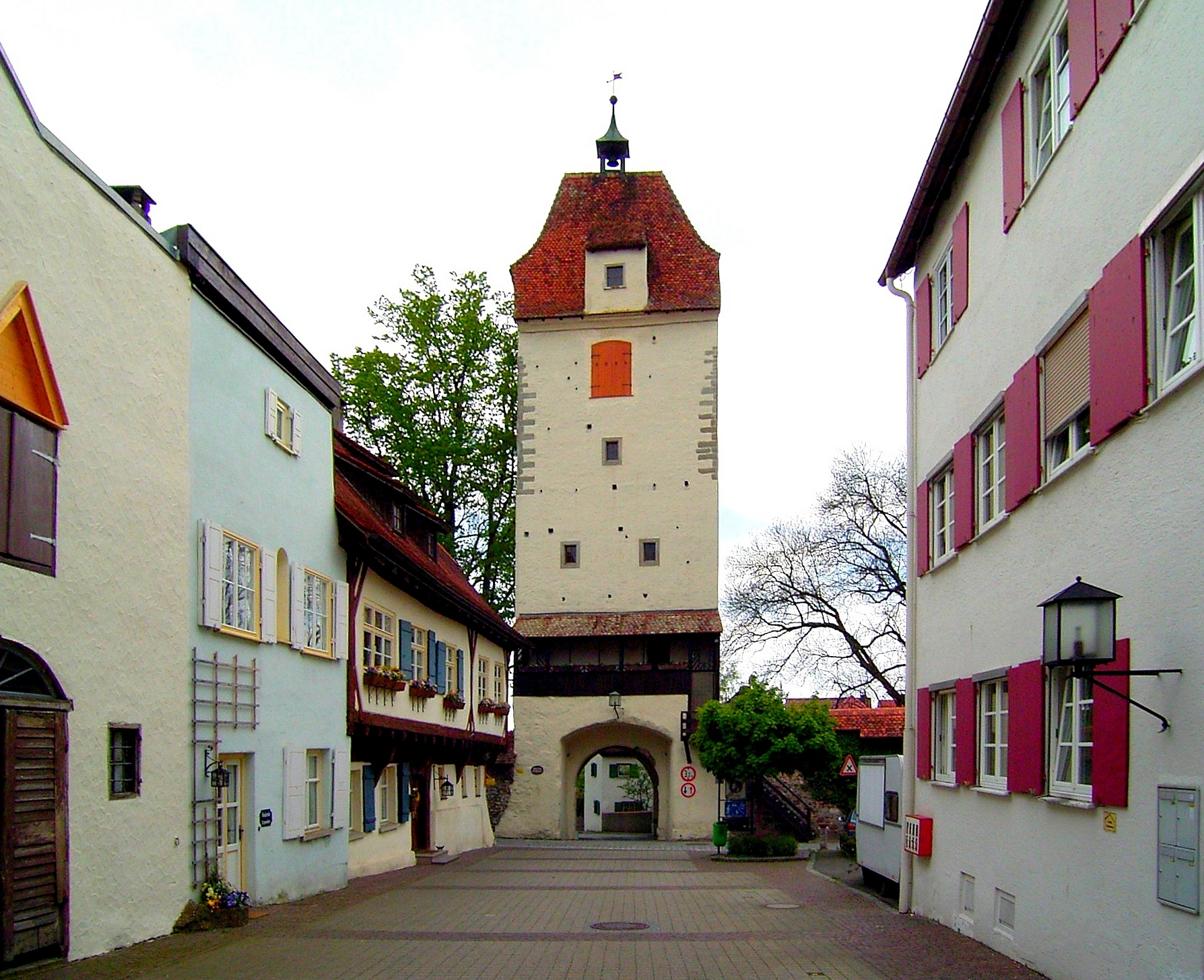
Das Espantor, ein altes Stadttor von Isny

Kernstück des Turmes sollte ein sich über dem Aussichtsrestaurant befindender Raum in der Form einer Kastanie in 23 Metern Höhe sein. In diesem Raum sollten 120 Personen Platz finden, der Zugang sollte über eine Treppe oder einen Aufzug möglich sein.
Die Nutzung des Raumes hätte in einem kulturell eigenwertigen oder außerordentlichem Rahmen stattgefunden. Durch diese Nutzungen wären nach der Meinung der Initiatoren des Bauwerks die Folgekosten in Form von Einnahmen über Vermietungs- oder Eintrittgebühren gedeckt worden.
Am 5. Februar 2012 nahmen 6.484 der 10.306 stimmberechtigten Isnyer Bürger am Volksentscheid teil, was einer Wahlbeteiligung von 62,9 % entsprach. 4.657 stimmten gegen den Bau, 1.814 dafür. Es votierten somit 72 % gegen das Bauvorhaben. Das gesetzliche Quorum wäre 2.577 Nein-Stimmen gewesen.